# Hans Oluf Hansen
Hans Oluf Hansen, danski general, * 1879, † 1967.